# Менчугове (станція)
Менчуго́ве — вантажно-пасажирська залізнична станція Донецької дирекції Донецької залізниці на лінії Ларине — Іловайськ між станціями Ларине (11 км) та Моспине (6 км). По Менчуговому є відгалуження залізничної колії на станцію Новий Світ (8 км) до Старобешівської ТЕС. Розташована в селищі Менчугове, неподалік від сіл Придорожнє та селища Манжиків Кут Старобешівського району Донецької області.

## Пасажирське сполучення
Через військову агресію Росії на сході України транспортне сполучення під час воєних дій з 2014 року було припинене, однак, пізніше окупаційною владою відновлено рух дизельного приміського поїзда Ясинувата — Іловайськ, а також вантажні перевезення.

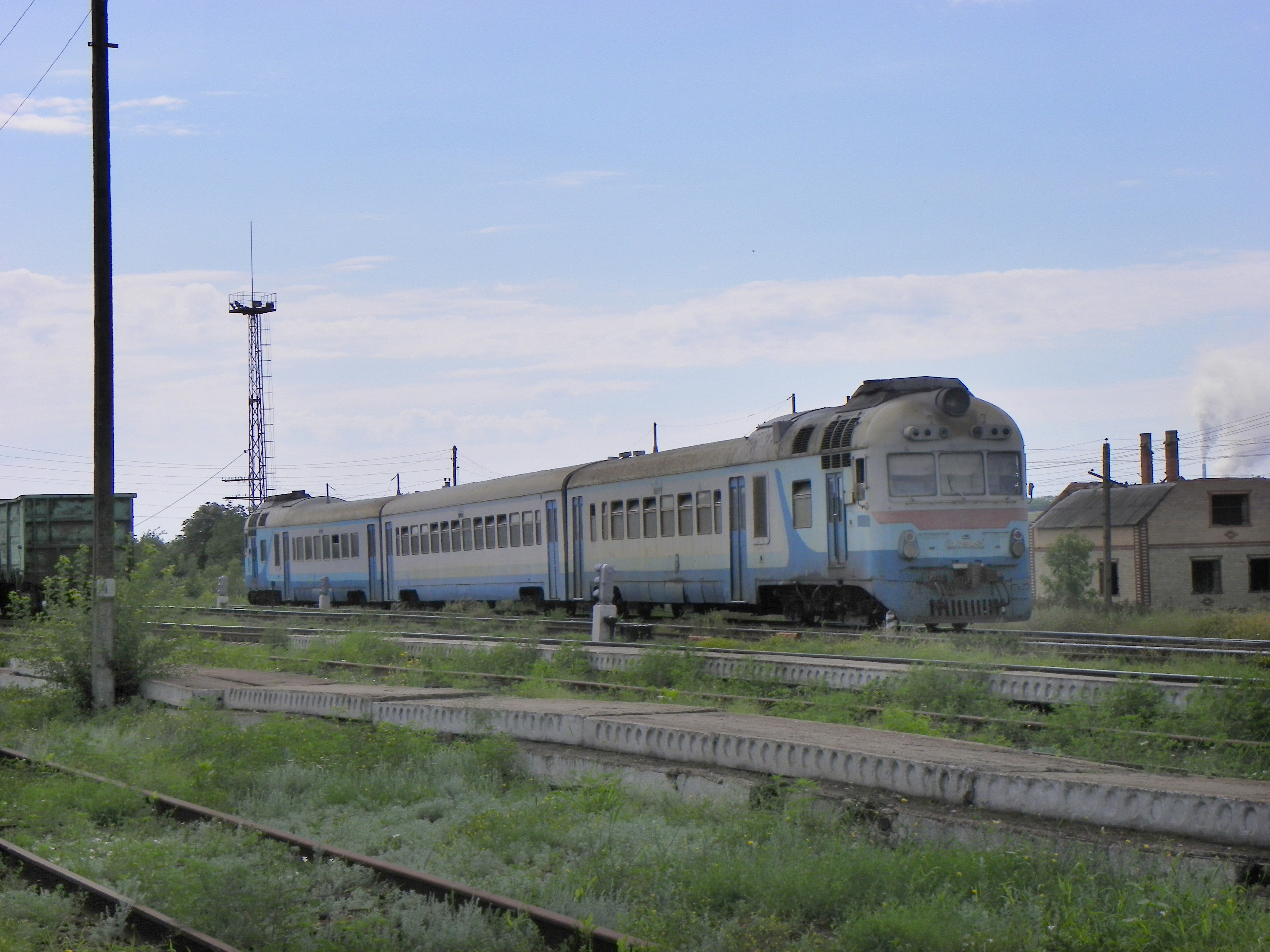
Дизель-поїзд Д1 Ясинувата — Іловайськ
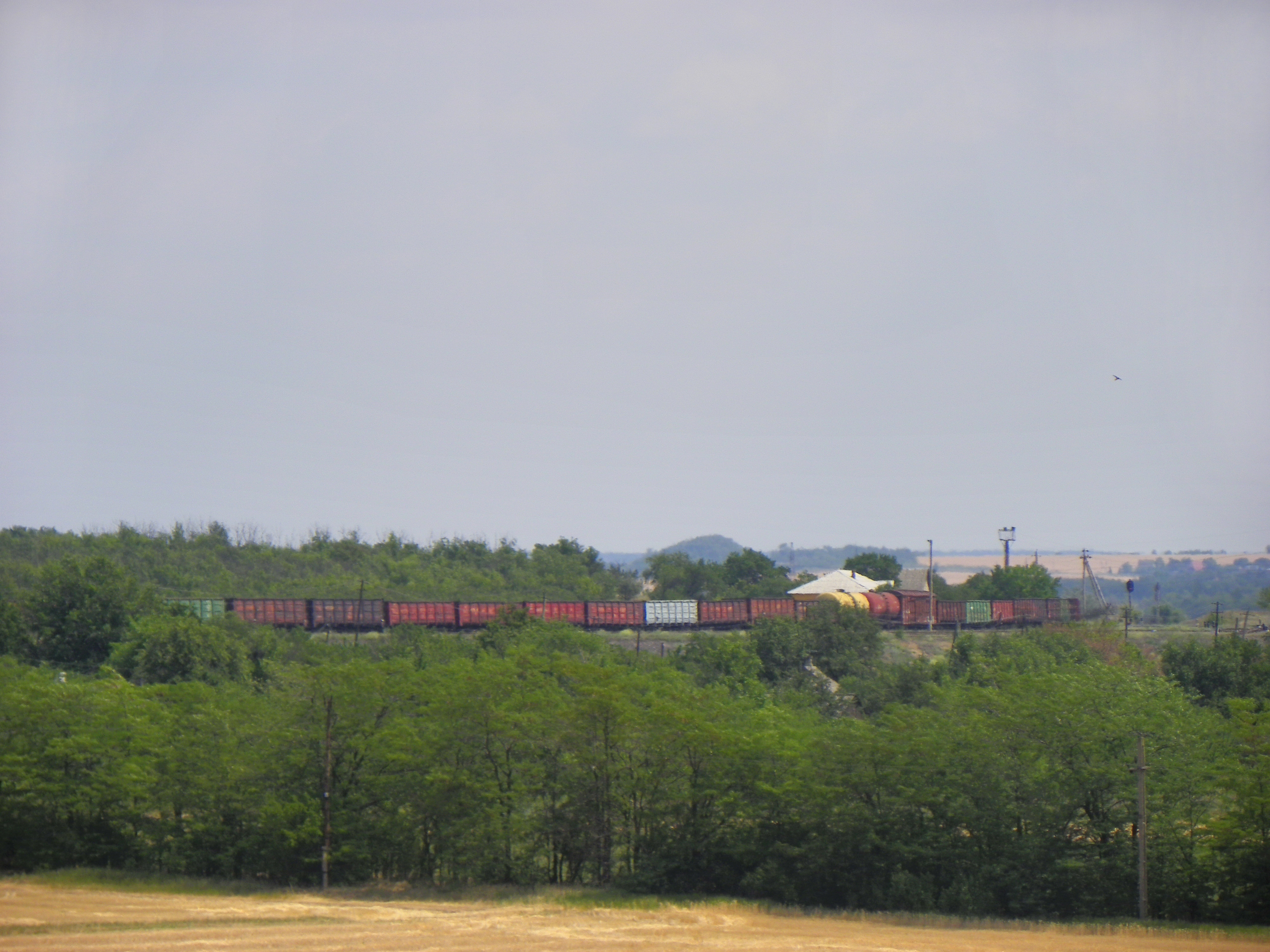
Вантажні вагони на запасній колії

## Цікавий факт
- Одній з працівниць станції 1940-х років, уродженці Менчугового, присвячено оповідання Дмитра Сахарова «Диспетчер», надруковане у збірці «Залізничниці» (рос. «Железнодорожницы», 1940)[1].

## Галерея

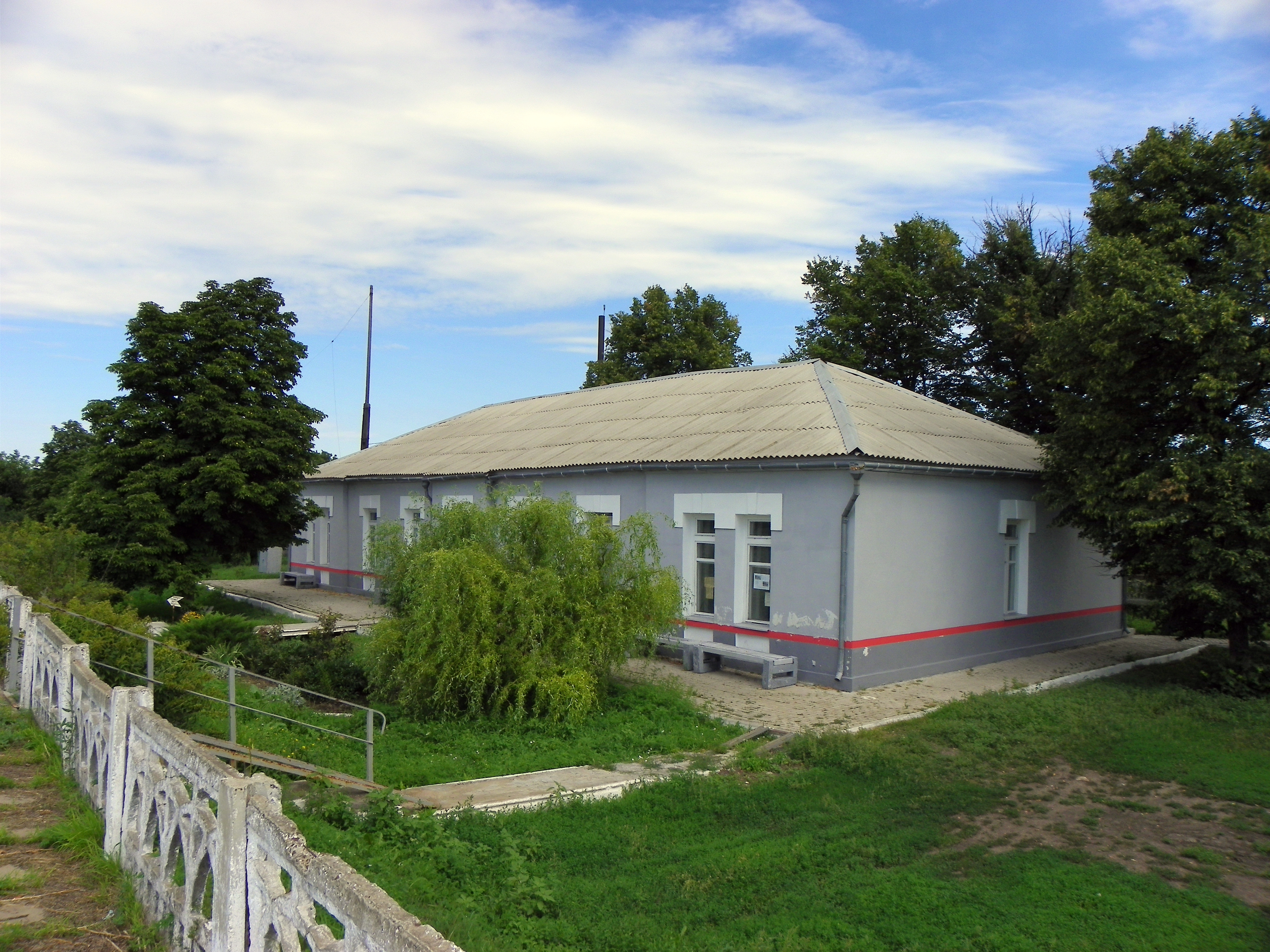
Вигляд на станцію
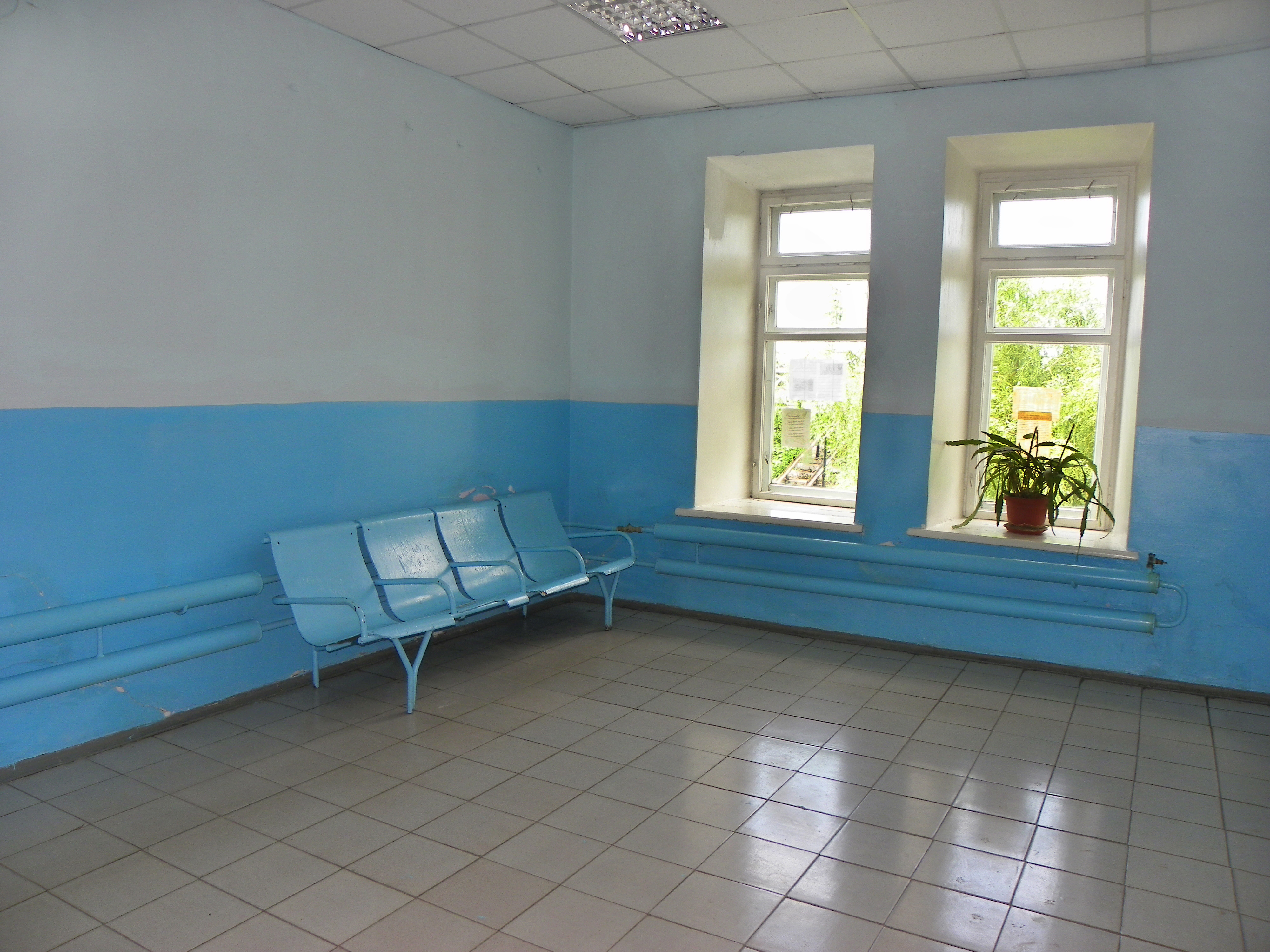
Зала очікування
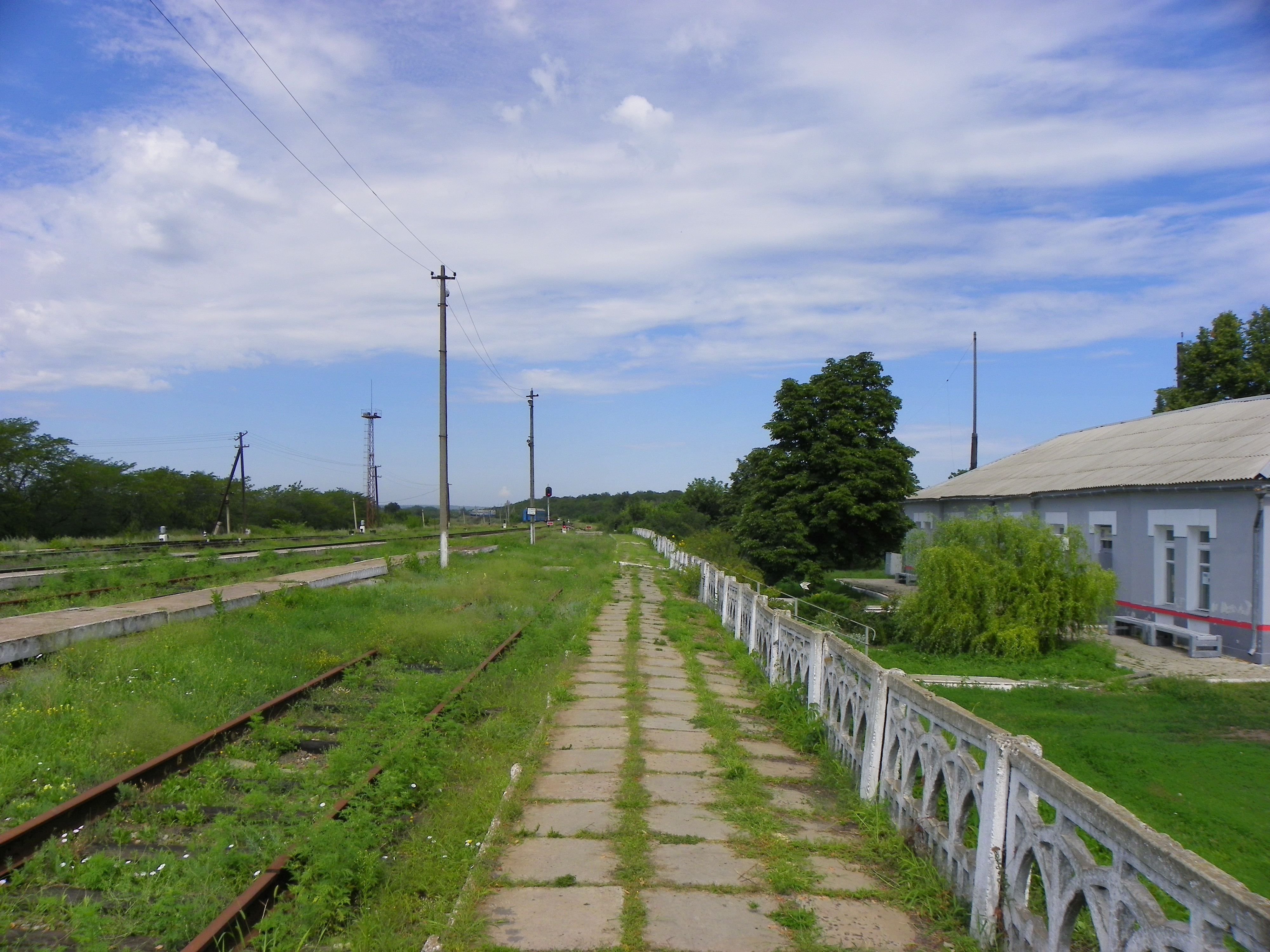
Платформа
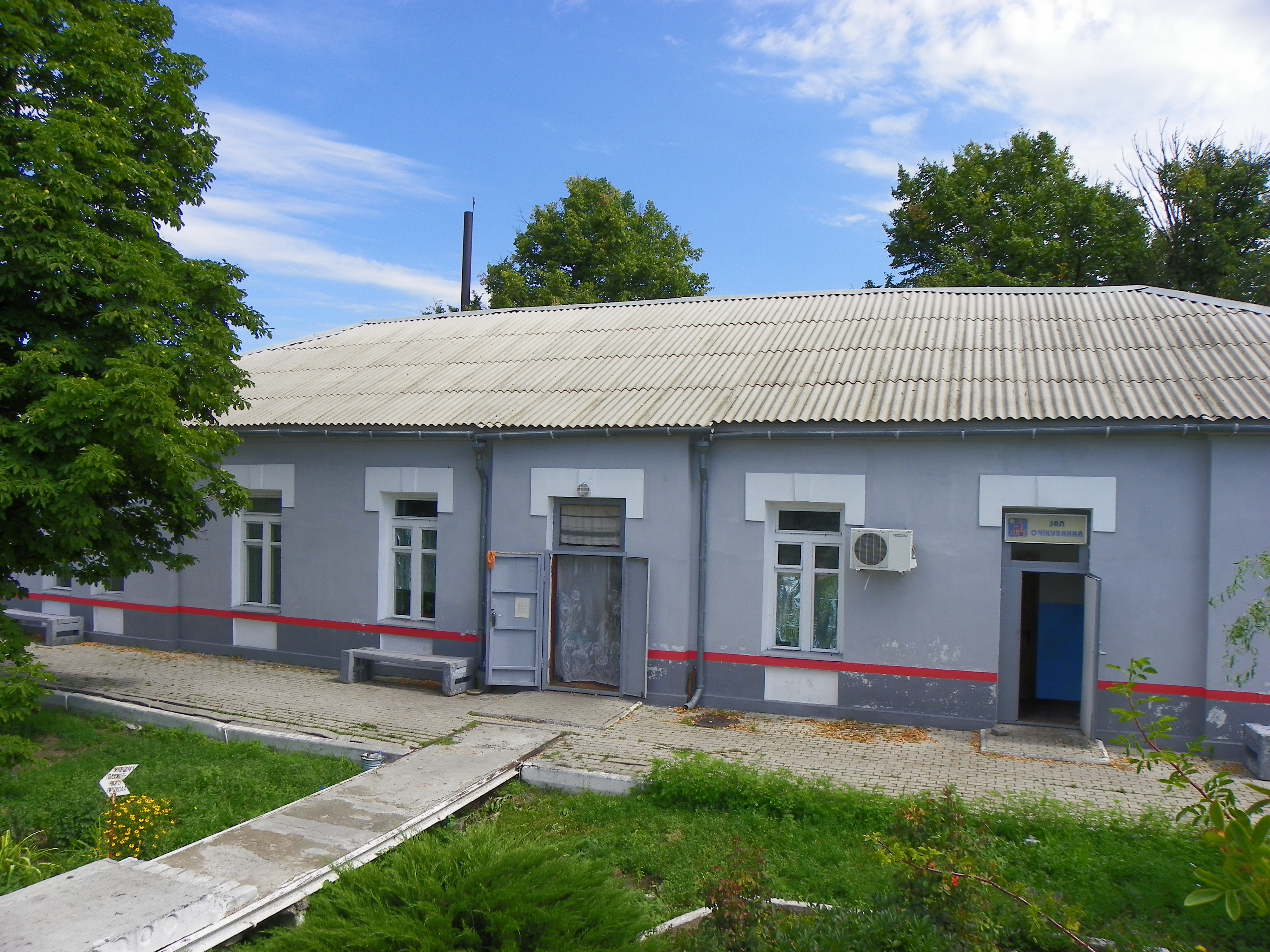
Окупаційною владою будівлю вокзалу перефарбовано у кольори російської залізниці, (2018)